# Atalanta Bergamasca Calcio 1988-1989
Questa voce raccoglie le informazioni riguardanti l'Atalanta Bergamasca Calcio nelle competizioni ufficiali della stagione 1988-1989.

## Stagione
Nella stagione 1988-1989 l'Atalanta da neopromossa nel massimo campionato, forte dei 10 goal del brasiliano Evair, è riuscita a centrare la qualificazione per la Coppa UEFA, impreziosita dalle vittorie su Juventus (a Torino) e Milan (a San Siro), la squadra bergamasca allenata da Emiliano Mondonico ha ottenuto il sesto posto con 36 punti.
In Coppa Italia il cammino dell'Atalanta s'interruppe alle semifinali, quando venne eliminata per mano della Sampdoria, vittoriosa in entrambi gli incontri. In precedenza i nerazzurri avevano eliminato Cosenza, Lanerossi Vicenza e Taranto nel primo girone eliminatorio, Bari e Monza nel secondo, e la Lazio nei quarti di finale.

## Divise e sponsor

Il neoacquisto Evair, miglior marcatore atalantino della stagione, in azione con la seconda maglia bianca.

Il fornitore ufficiale di materiale tecnico per la stagione 1988-1989 fu Latas, mentre lo sponsor ufficiale fu Sit-In.
| Casa | Trasferta |

## Organigramma societario
Area direttiva
- Presidente: Cesare Bortolotti
- Vice presidente: Enzo Sensi
- Amministratore delegato: Enzo Sensi

Area organizzativa
- Segretario generale: Giacomo Randazzo
- Accompagnatore ufficiale: Maurizio Bucarelli

Area tecnica
- Direttore sportivo: Giorgio Vitali
- Allenatore: Emiliano Mondonico
- Vice allenatore: Zaccaria Cometti
- Preparatori atletici: Arnaldo Longaretti e Giorgio Parretti

Area sanitaria
- Resp. medico: Danilo Tagliabue
- Staff medico: Amedeo Amadeo e Aristide Cobelli
- Massaggiatori: Giulio Ceruti e Renzo Cividini

## Rosa
| N. |                   | Ruolo | Calciatore        |
| -- | ----------------- | ----- | ----------------- |
|    | Italia (bandiera) | P     | Pierluigi Brivio  |
|    | Italia (bandiera) | P     | Fabrizio Ferron   |
|    | Italia (bandiera) | P     | Ottorino Piotti   |
|    | Italia (bandiera) | D     | Costanzo Barcella |
|    | Italia (bandiera) | D     | Diego Caverzan    |
|    | Italia (bandiera) | D     | Renzo Contratto   |
|    | Italia (bandiera) | D     | Fabio Cucchi      |
|    | Italia (bandiera) | D     | Andrea Di Cintio  |
|    | Italia (bandiera) | D     | Luigino Pasciullo |
|    | Italia (bandiera) | D     | Domenico Progna   |
|    | Italia (bandiera) | D     | Paolo Rizzi       |
|    | Italia (bandiera) | D     | Claudio Vertova   |
|    | Italia (bandiera) | C     | Walter Bonacina   |
|    | Italia (bandiera) | C     | Diego Bortoluzzi  |

| N. |                    | Ruolo | Calciatore                       |
| -- | ------------------ | ----- | -------------------------------- |
|    | Italia (bandiera)  | C     | Riccardo Bracaloni               |
|    | Italia (bandiera)  | C     | Tiziano De Patre                 |
|    | Italia (bandiera)  | C     | Vincenzo Esposito                |
|    | Italia (bandiera)  | C     | Daniele Fortunato                |
|    | Italia (bandiera)  | C     | Armando Madonna                  |
|    | Italia (bandiera)  | C     | Eligio Nicolini                  |
|    | Italia (bandiera)  | C     | Cesare Prandelli                 |
|    | Svezia (bandiera)  | C     | Robert Prytz                     |
|    | Svezia (bandiera)  | C     | Glenn Peter Strömberg (Capitano) |
|    | Italia (bandiera)  | A     | Giuseppe Compagno                |
|    | Brasile (bandiera) | A     | Evair                            |
|    | Italia (bandiera)  | A     | Oliviero Garlini                 |
|    | Italia (bandiera)  | A     | Giuseppe Incocciati              |
|    | Italia (bandiera)  | A     | Gianfranco Serioli               |

## Risultati

### Serie A

#### Girone di andata
| Arbitro: | Coppetelli (Tivoli) |

|                |           |  |
| Giacchetta 90’ | Marcatori |  |

| Arbitro: | Paparesta (Bari) |

|                         |           |                              |
| Evair 11’ Pasciullo 54’ | Marcatori | 20’ Galderisi 80’ Bortolazzi |

| Arbitro: | Di Cola (Avezzano) |

|                    |           |             |
| Cravero 52’ (rig.) | Marcatori | 74’ Garlini |

| Arbitro: | Fabricatore (Roma) |

|                     |           |  |
| Evair 37’ Prytz 81’ | Marcatori |  |

| Arbitro: | Felicani (Bologna) |

|               |           |             |
| Borgonovo 50’ | Marcatori | 6’ Bonacina |

| Arbitro: | Pairetto (Torino) |

|              |           |                                   |
| Rijkaard 78’ | Marcatori | 75’ (aut.) F. Baresi 90’ Bonacina |

| Bergamo 27 novembre 1988 7ª giornata | Atalanta          | 0 – 0 | Pescara | Stadio Comunale\| Arbitro: \| Beschin (Legnago) \| |
| Arbitro:                             | Beschin (Legnago) |       |         |                                                    |

| Arbitro: | Paparesta (Bari) |

|  |           |               |
|  | Marcatori | 60’ Strömberg |

| Arbitro: | Cornieti (Forlì) |

|               |           |  |
| Fortunato 37’ | Marcatori |  |

| Cesena 18 dicembre 1988 10ª giornata | Cesena             | 0 – 0 | Atalanta | Stadio Dino Manuzzi\| Arbitro: \| Di Cola (Avezzano) \| |
| Arbitro:                             | Di Cola (Avezzano) |       |          |                                                         |

| Arbitro: | Frigerio (Milano) |

|              |           |            |
| De Patre 18’ | Marcatori | 73’ Simone |

| Arbitro: | Amendolia (Messina) |

|            |           |           |
| Vialli 89’ | Marcatori | 56’ Evair |

| Arbitro: | Paparesta (Bari) |

|           |           |  |
| Evair 22’ | Marcatori |  |

| Arbitro: | Agnolin (Bassano del Grappa) |

|  |           |           |
|  | Marcatori | 88’ Evair |

| Arbitro: | Longhi (Roma) |

|           |           |                      |
| Evair 61’ | Marcatori | 51’ (aut.) Fortunato |

| Arbitro: | Lanese (Messina) |

|                       |           |                         |
| Barbas 38’ Garzya 67’ | Marcatori | 83’ (rig.) El. Nicolini |

| Arbitro: | Sguizzato (Verona) |

|                       |           |                       |
| Evair 45’ Madonna 88’ | Marcatori | 3’ Massaro 19’ Völler |

#### Girone di ritorno
| Arbitro: | Pairetto (Torino) |

|                         |           |              |
| El. Nicolini 60’ (rig.) | Marcatori | 40’ Maradona |

| Arbitro: | Fabricatore (Roma) |

|             |           |  |
| Pacione 89’ | Marcatori |  |

| Arbitro: | Amendolia (Messina) |

|              |           |  |
| Bonacina 47’ | Marcatori |  |

| Arbitro: | Baldas (Trieste) |

|               |           |           |
| Marronaro 10’ | Marcatori | 45’ Evair |

| Arbitro: | Fabricatore (Roma) |

|  |           |            |
|  | Marcatori | 29’ Baggio |

| Arbitro: | Di Cola (Avezzano) |

|                 |           |                        |
| El. Nicolini 4’ | Marcatori | 14’ Evani 60’ Rijkaard |

| Arbitro: | Cornieti (Forlì) |

|            |           |           |
| Júnior 19’ | Marcatori | 71’ Prytz |

| Arbitro: | Luci (Firenze) |

|                                                |           |          |
| Piscedda 28’ (aut.) Barcella 40’ Pasciullo 68’ | Marcatori | 61’ Sosa |

| Arbitro: | Longhi (Roma) |

|  |           |                 |
|  | Marcatori | 6’ El. Nicolini |

| Arbitro: | Baldas (Trieste) |

|                                                                  |           |            |
| Fortunato 6’ Limido 17’ (aut.) Madonna 62’ Evair 75’, 79’ (rig.) | Marcatori | 25’ Traini |

| Arbitro: | Frigerio (Milano) |

|            |           |  |
| Simone 59’ | Marcatori |  |

| Arbitro: | Ceccarini (Livorno) |

|               |           |  |
| Fortunato 84’ | Marcatori |  |

| Arbitro: | Paparesta (Bari) |

|                                            |           |                  |
| Casagrande 23’ Arslanović 28’ Giordano 80’ | Marcatori | 11’ El. Nicolini |

| Bergamo 4 giugno 1989 31ª giornata | Atalanta            | 0 – 0 | Juventus | Stadio Comunale\| Arbitro: \| Coppetelli (Tivoli) \| |
| Arbitro:                           | Coppetelli (Tivoli) |       |          |                                                      |

| Arbitro: | Sguizzato (Verona) |

|                                                       |           |                                    |
| Matthäus 49’ (rig.) Serena 59’, 65’ (rig.) Brehme 87’ | Marcatori | 5’ El. Nicolini 60’ (rig.) Madonna |

| Bergamo 18 giugno 1989 33ª giornata | Atalanta         | 0 – 0 | Lecce | Stadio Comunale\| Arbitro: \| Cornieti (Forlì) \| |
| Arbitro:                            | Cornieti (Forlì) |       |       |                                                   |

| Arbitro: | Amendolia (Messina) |

|                         |           |                   |
| Giannini 43’ Völler 66’ | Marcatori | 7’ (rig.) Madonna |

### Coppa Italia

#### Prima fase 4º gruppo
| Arbitro: | Acri (Novi Ligure) |

|                                         |           |  |
| Incocciati 36’ Garlini 36’ Bonacina 70’ | Marcatori |  |

| Arbitro: | Longhi (Roma) |

|             |           |                                 |
| Follone 84’ | Marcatori | 12’ El. Nicolini 21’ Incocciati |

| Arbitro: | Lanese (Messina) |

|               |           |               |
| Fortunato 52’ | Marcatori | 42’ Altobelli |

| Arbitro: | Paparesta (Bari) |

|                    |           |  |
| Garlini 47’ (rig.) | Marcatori |  |

| Arbitro: | Amendolia (Messina) |

|                                  |           |             |
| Nicoletti 22’ (rig.) Montani 25’ | Marcatori | 65’ Garlini |

#### Seconda fase 4º girone
| Arbitro: | Sguizzato (Verona) |

|            |           |  |
| Vialli 58’ | Marcatori |  |

| Arbitro: | Fabricatore (Roma) |

|          |           |                          |
| Ganz 51’ | Marcatori | 38’ Incocciati 55’ Prytz |

| Arbitro: | D'Elia (Salerno) |

|                                     |           |             |
| Garlini 31’ Strömberg 73’ Prytz 79’ | Marcatori | 89’ Monelli |

#### Fase finale
| Arbitro: | Pezzella (Frattamaggiore) |

|                              |           |  |
| Serioli 59’ Evair 76’ (rig.) | Marcatori |  |

| Arbitro: | Sguizzato (Verona) |

|                                    |           |                  |
| Marino 16’ Gregucci 49’ G. Pin 82’ | Marcatori | 41’, 56’ Madonna |

| Arbitro: | Pairetto (Torino) |

|                             |           |                                             |
| Fortunato 52’ Pasciullo 88’ | Marcatori | 54’ (aut.) Strömberg 60’ (rig.), 72’ Vialli |

| Arbitro: | Pezzella (Frattamaggiore) |

|                                    |           |               |
| Mancini 18’, 85’ Vialli 55’ (rig.) | Marcatori | 68’ Prandelli |

## Statistiche

### Statistiche di squadra
| Competizione | Punti | In casa | In casa | In casa | In casa | In casa | In casa | In trasferta | In trasferta | In trasferta | In trasferta | In trasferta | In trasferta | Totale | Totale | Totale | Totale | Totale | Totale | DR |
| Competizione | Punti | G       | V       | N       | P       | Gf      | Gs      | G            | V            | N            | P            | Gf           | Gs           | G      | V      | N      | P      | Gf     | Gs     | DR |
| ------------ | ----- | ------- | ------- | ------- | ------- | ------- | ------- | ------------ | ------------ | ------------ | ------------ | ------------ | ------------ | ------ | ------ | ------ | ------ | ------ | ------ | -- |
| Serie A      | 36    | 17      | 7       | 8       | 2       | 22      | 12      | 17           | 4            | 6            | 7            | 15           | 20           | 34     | 11     | 14     | 9      | 37     | 32     | +5 |
| Coppa Italia |       | 6       | 4       | 1       | 1       | 12      | 5       | 6            | 2            | 0            | 4            | 8            | 11           | 12     | 6      | 1      | 5      | 20     | 16     | +4 |
| Totale       |       | 23      | 11      | 9       | 3       | 34      | 17      | 23           | 6            | 6            | 11           | 23           | 33           | 46     | 17     | 15     | 14     | 57     | 48     | +9 |

### Statistiche dei giocatori
| Giocatore     | Serie A  | Serie A | Serie A     | Serie A    | Coppa Italia | Coppa Italia | Coppa Italia | Coppa Italia | Totale   | Totale | Totale      | Totale     |
| Giocatore     | Presenze | Reti    | Ammonizioni | Espulsioni | Presenze     | Reti         | Ammonizioni  | Espulsioni   | Presenze | Reti   | Ammonizioni | Espulsioni |
| ------------- | -------- | ------- | ----------- | ---------- | ------------ | ------------ | ------------ | ------------ | -------- | ------ | ----------- | ---------- |
| C. Barcella   | 29       | 1       | ?           | ?          | 8            | 0            | ?            | ?            | 37       | 1      | ?           | ?          |
| W. Bonacina   | 27       | 3       | ?           | ?          | 11           | 1            | ?            | ?            | 38       | 4      | ?           | ?          |
| M. Bongiorni  | -        | -       | -           | -          | 1            | 0            | ?            | ?            | 1        | 0      | 0+          | 0+         |
| D. Bortoluzzi | 1        | 0       | ?           | ?          | 3            | 0            | ?            | ?            | 4        | 0      | ?           | ?          |
| D. Caverzan   | 1        | 0       | ?           | ?          | 3            | 0            | ?            | ?            | 4        | 0      | ?           | ?          |
| G. Compagno   | 1        | 0       | ?           | ?          | 5            | 0            | ?            | ?            | 6        | 0      | ?           | ?          |
| R. Contratto  | 29       | 0       | ?           | ?          | 10           | 0            | ?            | ?            | 39       | 0      | ?           | ?          |
| F. Cucchi     | -        | -       | -           | -          | 4            | 0            | ?            | ?            | 4        | 0      | 0+          | 0+         |
| T. De Patre   | 10       | 1       | ?           | ?          | 5            | 0            | ?            | ?            | 15       | 1      | ?           | ?          |
| A. Di Cintio  | 2        | 0       | ?           | ?          | 1            | 0            | ?            | ?            | 3        | 0      | ?           | ?          |
| V. Esposito   | 28       | 0       | ?           | ?          | 11           | 0            | ?            | ?            | 39       | 0      | ?           | ?          |
| Evair         | 25       | 10      | ?           | ?          | 3            | 1            | ?            | ?            | 28       | 11     | ?           | ?          |
| F. Ferron     | 30       | -26     | ?           | ?          | 5            | -9           | ?            | ?            | 35       | -35    | ?           | ?          |
| D. Fortunato  | 30       | 3       | ?           | ?          | 8            | 2            | ?            | ?            | 38       | 5      | ?           | ?          |
| O. Garlini    | 4        | 1       | ?           | ?          | 6            | 4            | ?            | ?            | 10       | 5      | ?           | ?          |
| G. Incocciati | -        | -       | -           | -          | 8            | 3            | ?            | ?            | 8        | 3      | 0+          | 0+         |
| A. Madonna    | 28       | 4       | ?           | ?          | 4            | 2            | ?            | ?            | 32       | 6      | ?           | ?          |
| E. Nicolini   | 31       | 6       | ?           | ?          | 9            | 1            | ?            | ?            | 40       | 7      | ?           | ?          |
| L. Pasciullo  | 29       | 2       | ?           | ?          | 11           | 1            | ?            | ?            | 40       | 3      | ?           | ?          |
| O. Piotti     | 4        | -6      | ?           | ?          | 7            | -7           | ?            | ?            | 11       | -13    | ?           | ?          |
| C. Prandelli  | 15       | 0       | ?           | ?          | 3            | 1            | ?            | ?            | 18       | 1      | ?           | ?          |
| D. Progna     | 27       | 0       | ?           | ?          | 8            | 0            | ?            | ?            | 35       | 0      | ?           | ?          |
| R. Prytz      | 30       | 2       | ?           | ?          | 10           | 2            | ?            | ?            | 40       | 4      | ?           | ?          |
| P. Rizzi      | 1        | 0       | ?           | ?          | -            | -            | -            | -            | 1        | 0      | 0+          | 0+         |
| G. Serioli    | 16       | 0       | ?           | ?          | 4            | 1            | ?            | ?            | 20       | 1      | ?           | ?          |
| P. Strömberg  | 25       | 1       | ?           | ?          | 9            | 1            | ?            | ?            | 34       | 2      | ?           | ?          |
| C. Vertova    | 14       | 0       | ?           | ?          | 7            | 0            | ?            | ?            | 21       | 0      | ?           | ?          |